# Saison 2015 de l'équipe cycliste Murias Taldea
La saison 2015 de l'équipe cycliste Murias Taldea est la première de cette équipe continentale.

## Préparation de la saison 2015

### Arrivées et départs
L'équipe étant nouvelle, tous les coureurs proviennent d'autres équipes.

## Coureurs et encadrement technique

### Effectif
Treize coureurs constituent l'effectif 2015 de l'équipe.
| Cycliste           | Date de naissance | Nationalité | Équipe 2014                 |  |
| ------------------ | ----------------- | ----------- | --------------------------- |  |
| Aritz Bagües       | 19 août 1989      | Espagne     | Euskadi                     |  |
| Ander Barrenetxea  | 29 mars 1992      | Espagne     | Ibaigane-Opel               |  |
| Mikel Bizkarra     | 21 août 1989      | Espagne     | PinoRoad                    |  |
| Garikoitz Bravo    | 31 juillet 1989   | Espagne     | Efapel-Glassdrive           |  |
| Imanol Estévez     | 11 janvier 1993   | Espagne     | Zirauna-Infisport-Alavanet  |  |
| Egoitz García      | 31 mars 1986      | Espagne     | Cofidis                     |  |
| Adrián González    | 13 septembre 1992 | Espagne     | Ibaigane-Opel               |  |
| Jon Ander Insausti | 13 décembre 1992  | Espagne     | Gipuzkoa-Oreki              |  |
| Unai Intziarte     | 16 mai 1991       | Espagne     | Gipuzkoa-Oreki              |  |
| Eneko Lizarralde   | 23 octobre 1993   | Espagne     | Gipuzkoa-Oreki              |  |
| Haritz Orbe        | 18 juillet 1991   | Espagne     | Euskadi                     |  |
| Beñat Txoperena    | 28 décembre 1991  | Espagne     | Euskadi                     |  |
| Stagiaire          | Date de naissance | Nationalité | Équipe 2015                 |  |
| Alex Aranburu      | 19 septembre 1995 | Espagne     | Café Baqué-Conservas Campos |  |

Portraits
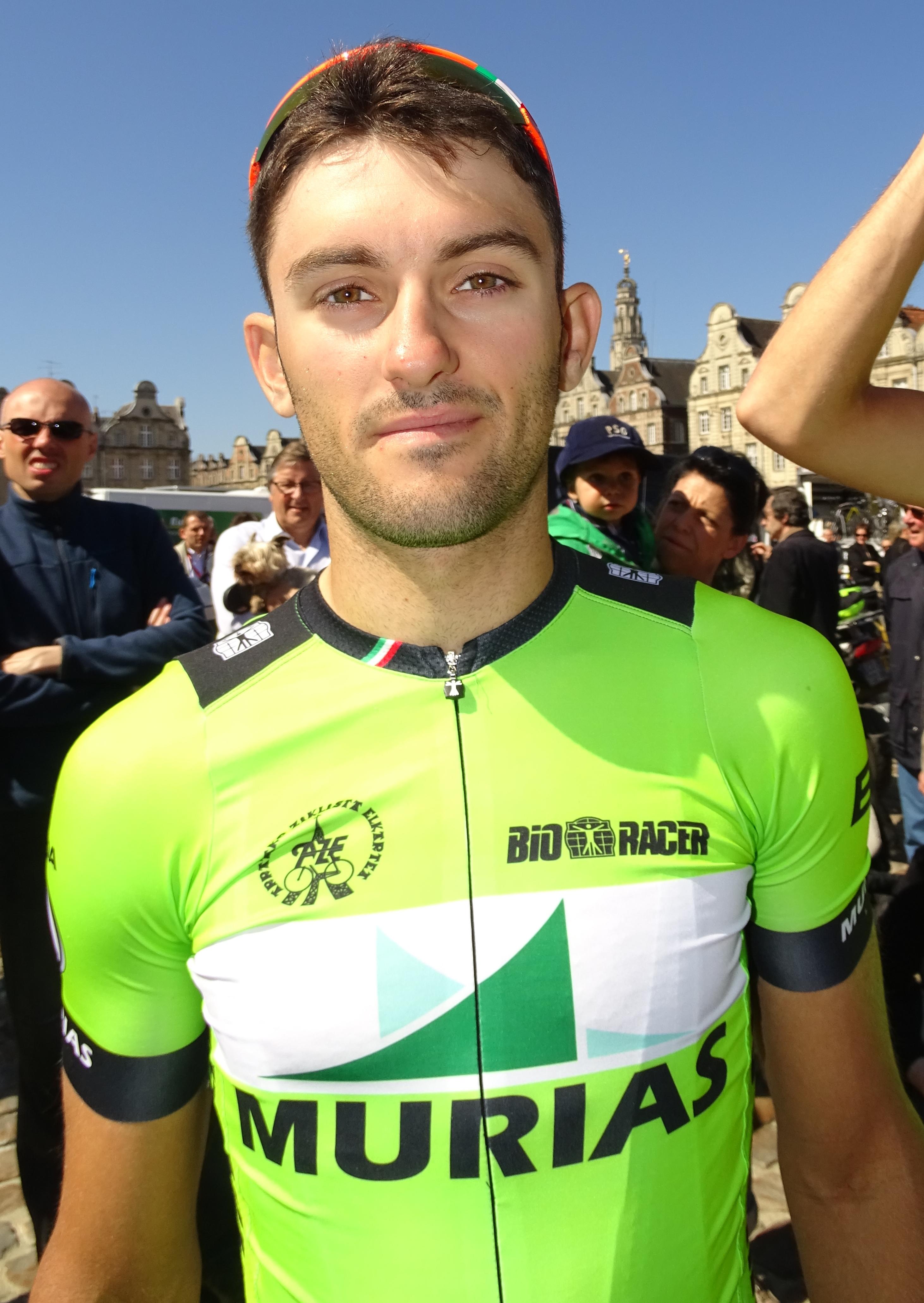
Adrián González.

## Bilan de la saison

### Victoires
| Date | Course | Pays | Classe | Vainqueur |
| ---- | ------ | ---- | ------ | --------- |